# 攝動
攝動是一个天文學術語，用來描述一個大質量天體受到一個以上質量體的引力影響而可察覺的複雜運動。
這種天體的複雜運動可以分成不同的成分而加以描述。首先，假設它的運動只受到一個天體的引力影響，因此它的運動是必然的結果。以其它的方法表示，這種運動可視為二體問題的解，或是為受到攝動的克卜勒軌道。然後，假設上未受到攝動的運動和實際的運動之間的差別，這是由於來自額外的一個或多個物體的引力效應，就是所謂的攝動。如果只有另一個影響較顯著的天體，則這種攝動的解稱為三體問題；如果有多個物體都有顯著的影響，這種運動可以作為更高階的代表，稱為多體問題（N體問題）。
當年，牛頓在導出他的引力運動時，就已經承認攝動的存在，並知道這種計算的複雜和困難。從牛頓的時代開始，已經發展出一些數學上的技術來分析攝動，它們可以分為兩大類：一般攝動和特殊攝動。分析一般攝動的方法，運動的常微分方程可以得到解答，通常是一系列的逼近，還有使用三角函數或代數的結果，再使用許多不同的設定，通常就可以得到不同設定條件下的解。從歷史上看，一般攝動是先被研究的，因為特殊攝動的方法：數值資料、表示位置的值、速度和加速度的影響，是建立在微分方程數值積分的基礎上。
許多系統都涉及多體引力，存在於其中的一個物體是佔有引力優勢的主導者（例如，恆星系，在這樣的案例中是恆星和它的行星；或是行星系，在這樣的案例中是行星和它的衛星）。然後，其它的引力影響，相較於未受攝動的行星，可被視為導致行星受到攝動；或是，衛星，各自環繞著主要的天體。
在太陽系，許多的攝動是由周期性的元件造成的，所以攝動的天體依照軌道的周期性或準周期的，長時間的周期－像是月球在它的強擾動軌道，這是月球運動說的主題。
行星會在其它行星的軌道導致周期性的攝動，天王星的軌道受道攝動的結果，導致1846年的發現海王星。
行星相互間的攝動會導致其軌道要素長期的準周期變化。金星目前有著最小的離心率，也就是說它的軌道是行星軌道中最接近圓形的。再過約25,000年，地球的軌道將會比金星的更圓（低離心率）。

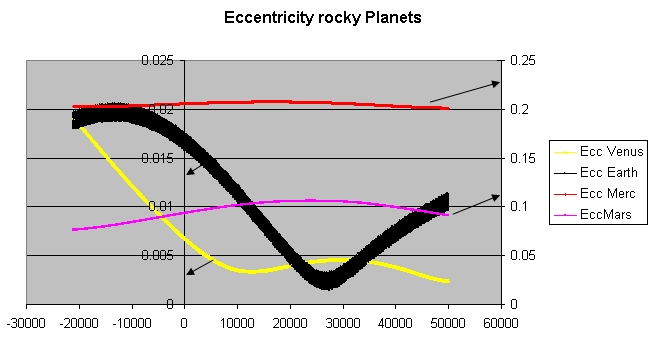
Gravity Simulator這張圖描繪出在未來的50,000年間，水星、金星、地球、和火星的軌道離心率變化。原點（0點）是2007年。

太陽系內許多小天體的軌道，像是彗星，經常會受到巨大的攝動，尤其是通過氣體巨星的引力場時。雖然這些攝動有很多是周期性的，但也有些不是，並且這些特別可能代表著混沌運動。例如在1996年4月，木星的引力場影響到海爾-博普彗星軌道的周期從4,206年縮減為2,380年，並且這些變化將不會在任何的周期基礎上被還原。
在太空動力學和人造衛星的事件中，軌道的攝動通常來自大氣拖曳和太陽輻射壓力。

## 外部連結
- Solex (by Aldo Vitagliano) predictions for the position/orbit/close approaches of Mars